# Arribes (vino)

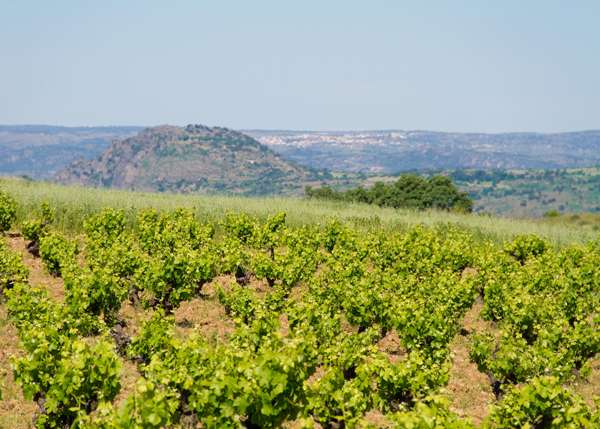
Campo de vides en Corporario

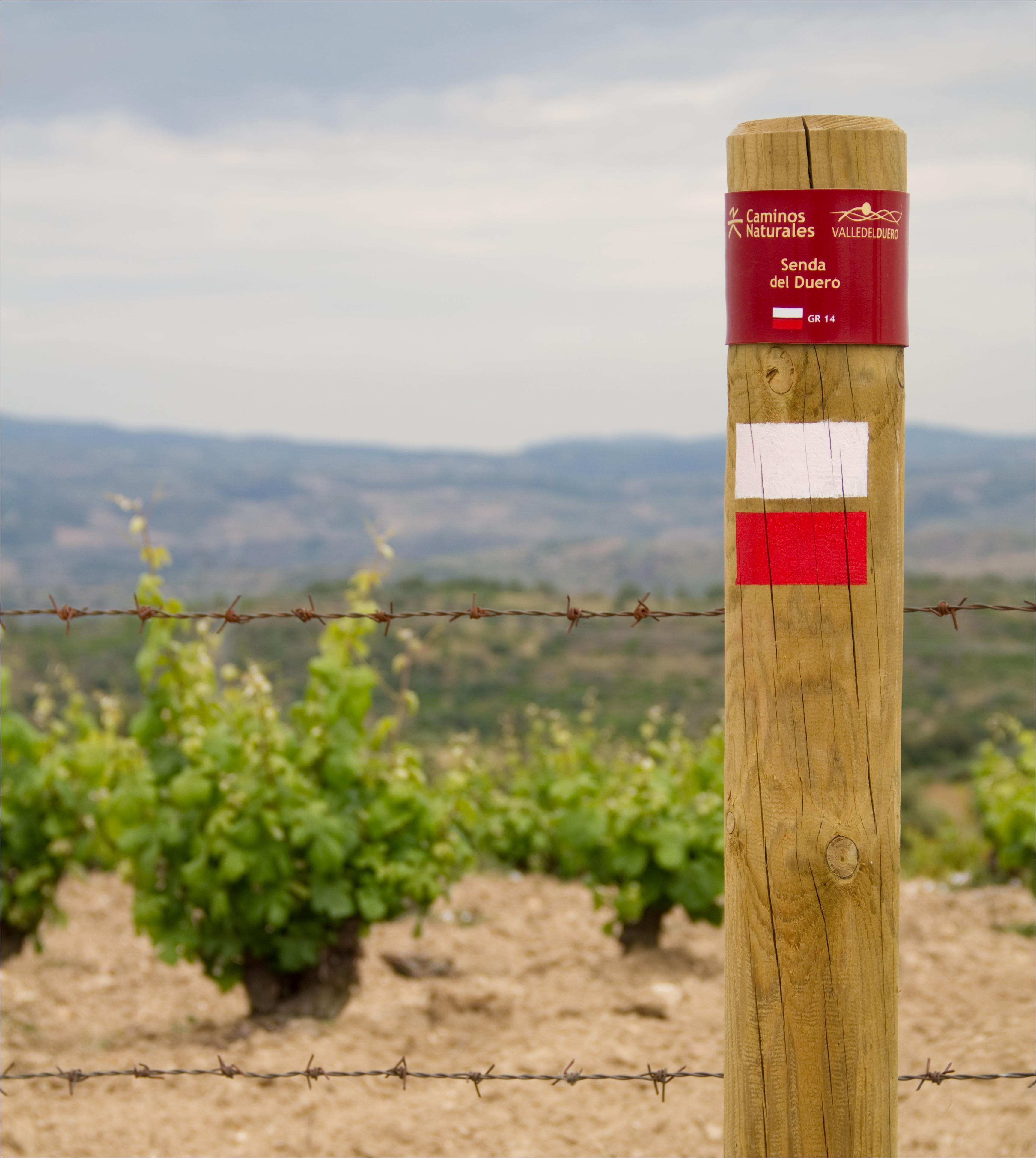
Poste indicativo del GR-14 a su paso por un campo de vides en Pereña

Arribes es una denominación de origen vinícola española que ampara legalmente la producción de uva y la elaboración, crianza y comercialización de vinos en la zona en la que el río Duero une las provincias de Salamanca y Zamora, en Castilla y León.
Fue creada en 2007 mediante la Orden AYG/1264/2007, de 11 de julio, por la que se reconoce la denominación y se aprueba su reglamento.

## Entorno
La zona presenta un relieve muy accidentado, marcado por el fuerte encajamiento del río Duero y sus afluentes en el batolito zamorano-salmantino. El viñedo se sitúa dentro de este marco geográfico en distintas altitudes y exposiciones, desde los 810 m s. n. m. en Fermoselle hasta los poco más de 120 m s. n. m. en La Fregeneda. Al mismo tiempo, el tipo de materiales geológicos y de suelos es bastante complejo, aunque se puede decir que principalmente abundan suelos de textura limo-arenosa, de poco fondo y abundante pedregosidad. Se pueden encontrar también suelos más profundos y con mejor aptitud agrícola en zonas puntuales normalmente ligados a sustratos pizarrosos.
El clima también está condicionado por el relieve y por la situación en el oeste de la península. Las precipitaciones son más abundantes que en la cuenca del Duero debido a su situación más cercana al océano. Los valores oscilan entre los 500 y 800 mm siendo lo más habitual que estén en torno a 600 mm. Las temperaturas presentan unos valores mucho más dispares a los de la cuenca del Duero. En las zonas más abrigadas del arribanzo suelen ser de media entre 5°C y 10°C más elevadas que en la meseta norte; sin embargo, dada la disparidad de zonas donde está situado el viñedo, se puede decir que una parte de éste se cultiva en terrenos con valores similares a los de, por ejemplo, la zona de Toro o Tierra del Vino, mientras que la zona más abrigada tiene más semajanzas a su vecina comarca del Alto Douro.

### Zona de producción
La zona de producción de uva para la elaboración de los vinos protegidos por la Denominación de Origen «Arribes», está constituida por los terrenos que el Consejo Regulador considere especialmente aptos para la elaboración de vinos procedentes de las variedades de uva autorizadas y que estén ubicados en los siguientes términos municipales y entidades locales:
- Provincia de Salamanca: Ahigal de los Aceiteros, Aldeadávila de la Ribera, Corporario, La Fregeneda, Hinojosa de Duero, Lumbrales, Masueco, Mieza, La Peña, Pereña de la Ribera, Puerto Seguro, La Redonda, San Felices de los Gallegos, Saucelle, Sobradillo, Valdenoguera, Vilvestre, Villar de la Yegua, Villar del Ciervo y Villarino de los Aires.
- Provincia de Zamora: Abelón, Argañín, Badilla, Carbajosa de Alba, Castro de Alcañices, Cibanal, Cozcurrita, Fariza, Fermoselle, Formariz, Fornillos de Fermoselle, Gamones, Luelmo, Mámoles, Monumenta, Moral de Sayago, Moralina, Pinilla de Fermoselle, Pino, Salto de Castro, Santa Eulalia, Torregamones, Villadepera, Villalcampo y Villardiegua de la Ribera. Dentro del municipio de Almaraz de Duero los polígonos 2, 3, 4, 12, 13, 14 y 16 y del municipio de Muelas del Pan el polígono 1.

La circunscripción de la Denominación de Origen se encuentra en el suroeste de la provincia de Zamora y el noroeste de la provincia de Salamanca, incluyendo un total de cuarenta y cinco pueblos y una superficie total de 2500 hectáreas, de las cuales actualmente 750 hectáreas están inscritas en el Consejo Regulador.
Su relieve comprende una penillanura estrecha y alargada y un conjunto de pequeños valles originados por la erosión del Duero y sus afluentes Tormes, río de las Uces, Huebra y Águeda.

## Historia
El territorio de la denominación de origen cuenta con una amplia tradición vitivinícola, si bien su existencia no se documenta hasta la Edad Media, como en la mayor parte de la Meseta. Ya en el siglo XIII el concejo de Zamora impedía la venta de vinos de Fermoselle en la ciudad para evitar el perjuicio que eso suponía a sus propios vinos.
Hasta el siglo XVIII los vinos de Arribes tuvieron serias dificultades para encontrar mercados fuera de los pueblos vecinos de la penillanura adyacente; sin embargo el siglo XVIII y especialmente el XIX marcan un cambio de tendencia: aunque no sabemos cuales son las razones, lo cierto es que el cultivo se extiende a los campos de cereal de los municipios productores, de tal forma que se llega a producir un desabastecimiento de trigo y la consiguiente alarma de los concejos. 
En el siglo XIX es tal la dependencia económica del viñedo que, al ser afectado éste por la filoxera en torno a 1870, la crisis consiguiente deriva en grandes flujos migratorios hacia Sudamérica que continuarán durante el siglo XX. No obstante la comarca se recupera rápidamente de este desastre y a principios del siglo XX es la primera de la provincia de Zamora en estar totalmente replantada con portainjertos americanos. Hacia mediados de siglo empiezan a construirse las bodegas cooperativas que van a comercializar la mayor parte del vino comarcal a partir de entonces y, a día de hoy, siguen siendo las principales dinamizadoras del sector.
En septiembre de 1998 se constituyó la asociación Vino de la Tierra de Arribes del Duero, con la que se pretendía adecuar la viticultura y la enología de la zona a los parámetros de calidad del sector. Esta asociación de viticultores, elaboradores y embotelladores de vino estableció en sus estatutos, entre otros fines y actividades, la necesidad de realizar los trámites necesarios para que sus asociados tuvieran reconocido el derecho a la utilización de la mención Vino de la Tierra Arribes del Duero y de llevar a cabo las acciones necesarias para obtener la denominación de origen Arribes del Duero.

## Consejo Regulador

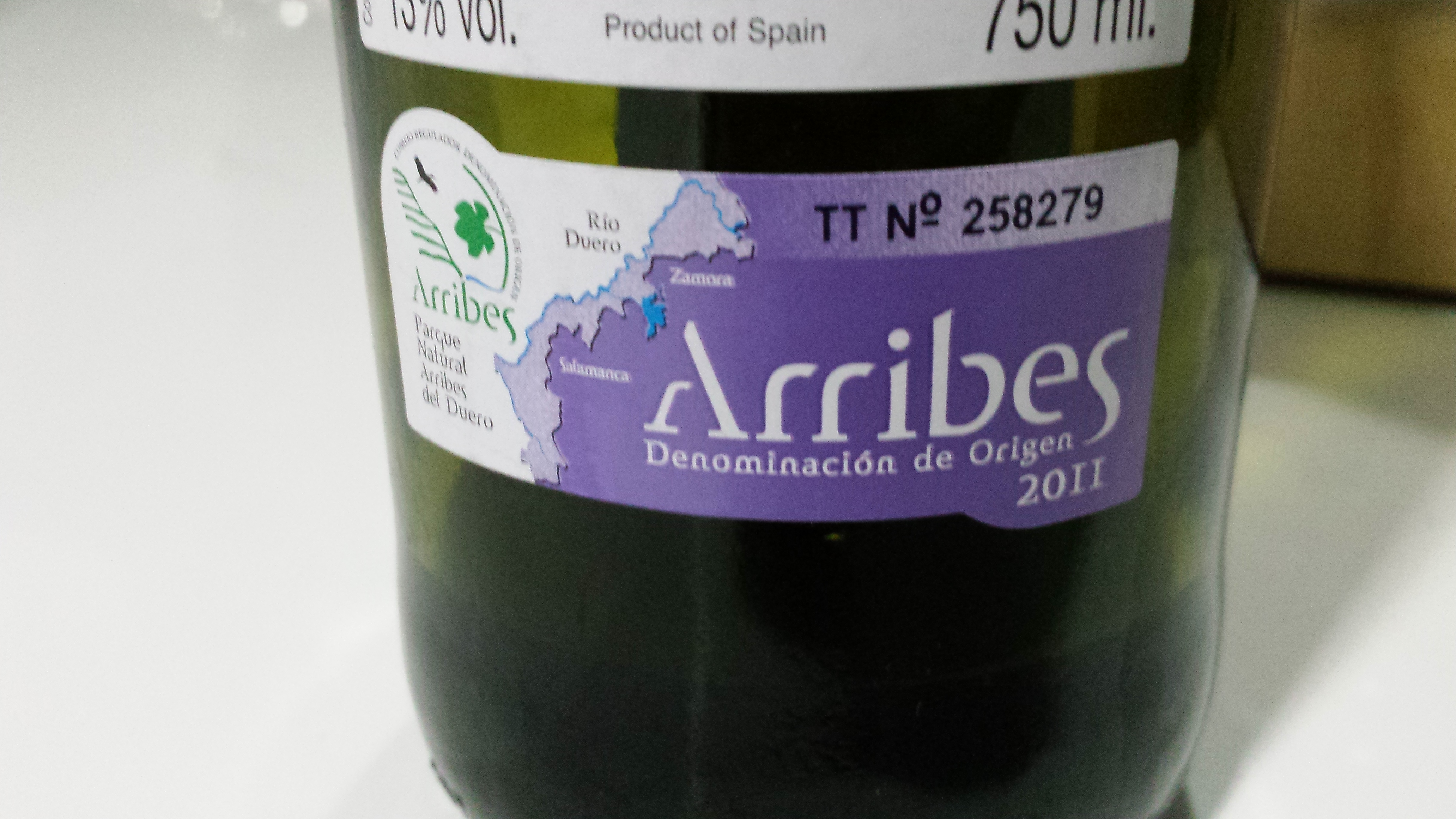
Etiqueta de la DO Arribes

Es el órgano de gestión de la Denominación de Origen «Arribes», constituido como una corporación de derecho público y que cuenta con personalidad jurídica propia, autonomía económica y plena capacidad de obrar para el cumplimiento de sus funciones, actuando sin ánimo de lucro.
Su actuación se someterá al derecho privado, excepto en los supuestos en que ejerzan potestades administrativas en cuyo caso quedarán sujetos al derecho administrativo; en tal caso, contra sus actos podrá interponerse recurso de alzada ante el órgano competente de la Consejería de Agricultura y Ganadería, cuya resolución pondrá fin a la vía administrativa.
El Consejo Regulador puede participar, constituir o relacionarse con toda clase de asociaciones, fundaciones y sociedades civiles o mercantiles, estableciendo entre sí, en su caso, los oportunos acuerdos de colaboración.
El control, vigilancia e inspección del Consejo Regulador corresponde al ITACyL.
El Consejo Regulador contará con la siguiente estructura orgánica:
- Pleno: constituido por ocho vocales, cuatro en representación de los viticultores (elegidos por y entre los titulares de la parcelas inscritas en el registro de la D.O.) y cuatro en representación de los vinicultores (elegidos por y entre los titulares de bodegas inscritas en el correspondiente registro de la D.O.).
- Presidente.
- Vicepresidente.

## La uva
Variedades
Las variedades admitidas por el reglamento son las siguientes:
- Tintas:

- Variedades principales: Juan García, Rufete y Tempranillo
- Variedades autorizadas: Mencía y Garnacha

- Blancas:

- Variedades principales: Malvasía
- Variedades autorizadas: Verdejo y Albillo

Existen variedades de uva que encuentran en Arribes su última zona de producción y que están siendo objeto de recuperación por parte de la Junta de Castilla y León. Son ejemplos de ellas la Bruñal y la Bastardillo Chico (tintas) o la Puesta en Cruz (blanca).
Densidades de plantación
La densidad de plantación mínima por hectárea será de 2000 cepas, tanto para formaciones en vaso como en espaldera.
Rendimientos máximos admitidos
Los rendimientos máximos admitidos por hectárea en viñedos en plena producción, entendiendo como tal a los de más de 4 años, serán las siguientes:
- Variedades blancas: 10 000 kg/ha
- Variedades tintas: 7000 kg/ha

Estos límites podrán ser modificados en determinadas campañas por el consejo regulador, a iniciativa propia o a petición de los operadores interesados y efectuada con anterioridad a la vendimia, previo informe técnico razonado que evidencie que tal variación no va a incidir negativamente en la calidad de los vinos. En caso de que tal modificación se produzca, la misma no podrá superar el 15 % de los límites fijados. Esta modificación podrá realizarse diferenciando por áreas geográficas homogéneas o entre parcelas de secano y parcelas con autorización de riego.
Se admitirán uvas procedentes de viñedos del tercer y cuarto año desde su implantación hasta un rendimiento máximo autorizado de:
- Año 3.º: 33 % del máximo autorizado en viñedos adultos.
- Año 4.º: 75 % del máximo autorizado en viñedos adultos.

El control de los rendimientos máximos de uva por hectárea admitidos se realizará por parcelas vitícolas homogéneas, siendo estas la superficie de viñedo con unas características agronómicas comunes.
La totalidad de las uvas procedentes de parcelas cuyos rendimientos máximos por hectárea superen los límites admitidos precitados, no podrán destinarse a la elaboración de vino protegido por la denominación de origen.
Prácticas de cultivo
La formación de la cepa y su conducción se efectuarán en función de los suelos y condiciones técnicas de cada viñedo, teniendo en cuenta los rendimientos máximos admitidos y considerando para las formaciones en vaso un límite máximo de 36 000 yemas por hectárea y 42 000 yemas por hectárea en formaciones en espaldera.
Queda prohibida la plantación, sustitución de marras, injerto in situ y el sobreinjerto, en viñedos inscritos, de variedades de uva no previstas en el reglamento de la denominación de origen.
El Consejo Regulador restringirá, previo informe técnico justificativo, el uso de determinados productos fitosanitarios y la realización de prácticas de cultivo que afecten negativamente a la calidad de la uva y/o al proceso de vinificación.
Riego del viñedo
Se permite el riego de viñedo en las plantaciones inferiores a 2 años desde su fecha de plantación en cualquier época del año. Con carácter general se establecen las siguientes condiciones para el riego de la vid:
- Se permite el riego de viñedo con anterioridad al 31 de julio de cada año.
- El consejo regulador autorizará el riego de viñedo con posterioridad al 31 de julio cuando determine que se dan condiciones de déficit hídrico, en las condiciones que establezca y previa solicitud del viticultor.

Se entenderá que existe déficit hídrico cuando la pluviometría de la campaña vitícola sea inferior al 75% de la pluviometría media de los últimos 10 años, tomando como referencia siempre los datos de las mismas estaciones meteorológicas. No obstante cuando un viticultor presente datos justificativos de la existencia de déficit hídrico en sus parcelas podrá autorizarse el riego de las mismas. En todo caso, las aportaciones máximas de riego permitidas serán las precisas hasta alcanzar la pluviometría media de la zona.
Es competencia del consejo regulador la modificación de la fecha límite de riego cuando existan causas técnicas que lo justifiquen, debiendo tener en cuenta lo dispuesto en Ley 8/2005, de 10 de junio, de la viña y del vino de Castilla y León (art.5), y en el reglamento que la desarrolla (art. 12 del decreto 51/2006, de 20 de julio).
La zona de producción de uva podrá dividirse en zonas homogéneas de riego, a efectos de autorizaciones, en función de la disponibilidad de datos meteorológicos para el cálculo. El riego se realizará de forma localizada mediante goteros o similares. En casos determinados, previa solicitud del interesado debidamente justificada, el consejo regulador podrá autorizar el riego en las modalidades de aspersión, a manta o por surcos. En todo caso, será el consejo regulador el competente para establecer los criterios específicos a aplicar en determinadas campañas, si la situación coyuntural así lo requiere.
Vendimia
La vendimia se realizará cuando la uva adquiera el grado de madurez adecuada, en función de la graduación alcohólica volumétrica potencial, que en todo caso será superior a 11% vol. Se realizará recolectando separadamente por variedades, mediante técnicas que impidan el deterioro de los racimos, dedicando exclusivamente a la elaboración de vinos protegidos las partidas de uva en buen estado sanitario y con el adecuado grado de madurez.
El transporte de uvas a las bodegas se realizará utilizando medios y aplicando prácticas que afecten lo menos posible a la calidad de las mismas. En todo caso, las uvas vendimiadas a mano se alojarán y transportarán a bodega en recipientes en los que la altura de la uva no supere los 75 centímetros. Los remolques para el transporte de uva a granel deberán ser de acero inoxidable, o estar recubiertos de pintura epoxídica alimentaria. También se permite el uso de lonas para evitar el contacto directo de la uva con el remolque.
Será el consejo regulador, de conformidad con su reglamento, el competente para establecer, para cada campaña, las condiciones particulares de la vendimia. De esta forma, y para cada campaña específica, podrá reducir la graduación alcohólica volumétrica potencial de la uva -definida como estándar- hasta un grado, previo estudio justificativo de la calidad de la uva. En ningún caso se permitirá que en una misma campaña se incrementen los rendimientos por hectárea y se reduzca el grado alcohólico probable.
Otros usos de la uva
El viticultor que lo desee podrá, para una campaña determinada, no someter a calificación la producción de uva de una o varias parcelas inscritas en la denominación de origen poniéndolo en conocimiento del consejo regulador mediante comunicación escrita y dentro del plazo que, para cada campaña, determine el propio consejo. Así mismo, deberá comunicarle si dicha producción será destinada a otro nivel de protección (art. 12 de la Ley 8/2005, de 10 de junio, de la viña y del vino de Castilla y León) o a otros usos.
En caso de que parte de la parcela o parcelas vitícolas no reunieran las condiciones exigidas por el Reglamento de la denominación (por motivos climáticos, fitosanitarios o por incidencias de cultivo), el viticultor no podrá solicitar su calificación al órgano de control, quedando obligado además a realizar las comunicaciones al consejo regulador previstas. El órgano de control será el Instituto Tecnológico Agrario de Castilla y León (ITACyL), la Consejería de Agricultura y Ganadería de la Junta de Castilla y León, el Ministerio de Agricultura, Pesca y Alimentación y a la Unión Europea, cada uno en el ámbito de sus respectivas competencias.
Cuando el órgano de control compruebe que la producción de uva no se ajusta a lo establecido en el reglamento de la denominación de origen, no se procederá a la calificación de la uva para esa campaña vitícola. Los viticultores que tengan parcelas no calificadas, sean éstas a petición propia o por decisión del órgano de control, deberán comunicar a éste la fecha de vendimia de las mismas. La uva no calificada será elaborada de forma independiente del resto, debiendo permanecer el vino elaborado perfectamente diferenciado e identificado hasta su venta.

## Características de los vinos

### Vino blanco
- Elaborado con la variedad Malvasía.

- Color: se trata de vinos brillantes, de color paja con matices verdosos, en general pálidos. El vino fermentado en barrica presenta mayor intensidad de color, siendo amarillo dorado.

- Nariz: la intensidad aromática es media alta, caracterizándose por las frutas de pepita, las frutas exóticas (piña, maracuyá) acompañadas de suaves notas cítricas. Aparecen recuerdos florales (jazmín, rosa) y algo de tomillo y paja mojada. Algún recuerdo de pan tostado y torrefacto, así como un toque de yogur.

- Boca: se trata de vinos secos, de acidez equilibrada, con delicado amargor que les confiere persistencia, ligeros y a veces algo picantes. En el fermentado en barrica se aprecia mayor intensidad y complejidad aromáticas, con un adecuado ensamblaje entre variedad y madera, meloso, persistente.

### Vino rosado
- Color: limpios, de intensidad media, de color grosella con matices fresa.

- Nariz: intensidad alta, con aromas a fruta roja (fresa, frambuesa) cítricos (pomelo, naranja) florales y algo vegetal. Se aprecian notas lácteas y un recuerdo mineral.

- Boca: melosa, equilibrada, algo amarga, picante y cálida, equilibrada y persistente.

### Vino tinto
- Elaborado con las variedades Juan García, Rufete y Tempranillo.

- Color: limpios, de intensidad media, cerezas con matices granate.

- Nariz: de intensidad media, agradable y carácter personal. Aromas a frutas rojas (ciruela, grosella) y negras, recuerdos a pimiento. Especias como vainilla y regaliz, y en alguno se aprecia un toque de madera. Recuerdos balsámicos (incienso, eucalipto), ahumados. Algo de frutos secos y mineral.

- Boca: son vinos secos, de acidez media, levemente amargos, algo ligeros y persistentes. Gran estructura, cuerpo y prolongado paladar en su paso por la boca. Muy apto para el envejecimiento en barrica.

## Añada
La añada 2010 de los vinos de la denominación de origen Arribes ha obtenido la calificación de «muy buena». La distinción fue otorgada por 18 expertos catadores, entre los que se encontraban los presidentes de las asociaciones de sumilleres de Zamora y Salamanca, el asesor técnico del museo del Vino de Castilla y León, el representante de la Estación Enológica y el periodista Javier Pérez Andrés, que probaron blancos, blancos fermentados en barrica, rosados, tintos jóvenes y tintos con diferentes estancias en barrica, desde los tres hasta los seis meses. De las muestras valoradas, 102 fueron calificadas de excelentes, 128 muy buenas y 4 buenas. Tras cuatro calificaciones de la añada, en la del 2010, los vinos de esta denominación se quedaron a 26 puntos de la excelencia.
En 2010, la cosecha de la denominación de origen Arribes rondó los 1,4 millones de kilos, lo que permitirá una producción de en torno al millón de litros y unas 600 000 botellas con destino al mercado. Su consumidor final es local y regional, pero cada vez se incrementa más su consumo en Cataluña y se está abriendo el mercado internacional, tanto en Europa como en Estados Unidos y Japón.

## Bodegas
En la actualidad existen 14 bodegas inscritas en la Denominación de Origen Arribes. Son las siguientes:
- Bodega Cooperativa Virgen de la Bandera, Fermoselle
- Bodegas las Gavias, Pereña de la Ribera
- Bodegas viña romana Archivado el 23 de diciembre de 2015 en Wayback Machine., Villarino de los Aires
- Bodega Cooperativa San Bartolomé, Aldeadávila de la Ribera
- Arribes del Duero Sociedad Cooperativa, Corporario-Aldeadávila de la Ribera
- Bodegas Ribera de Pelazas, Pereña de la Ribera
- Bodega Francisco Torollo, Corporario-Aldeadávila de la Ribera
- Haciendas de España Wines Estates & Hotels, Fermoselle
- Bodega Ocellvm Dvrii, Fermoselle
- Bodega La Setera, Fornillos de Fermoselle
- Terrazgo Bodegas de Crianza, Fornillos de Fermoselle
- Bodega Quinta las Velas, Ahigal de los Aceiteros
- Bodega AlmaRoja, Fermoselle
- Bodega Dos Ingleses / Little House, La Fregeneda